# Randmeer
Randmeere sind Nebenmeere, die am Rand der Kontinente bzw. Ozeane liegen und nur durch Inselketten, Meeresrücken oder Tiefseerinnen – also nur unvollständig – vom freien Ozean getrennt sind. Die Nordsee ist zum Beispiel ein Nebenmeer des Atlantischen Ozeans.
Von den Randmeeren sind Binnenmeere zu unterscheiden. Dies sind Nebenmeere, die mit einem Ozean oder einem größeren Meer nur durch eine sehr schmale Meerenge (Meeresstraße) verbunden sind, mit Sichtverbindung zum gegenüberliegenden Ufer. Mittelmeere sind Nebenmeere, die zwischen verschiedenen Kontinenten liegen.
Gelegentlich wird der Ausdruck Randmeer umfassender verstanden und mit Nebenmeer gleichgesetzt. Nach diesem Verständnis zählen auch Binnenmeere und Mittelmeere zu den Randmeeren.
In den Niederlanden hat randmeer noch eine bestimmte Bedeutung: Es ist ein See bei einem Polder, also bei einem neu gewonnenen Stück Land. Gemeint sind normalerweise die Seen, die bei der Trockenlegung der Insel Flevopolder entstanden sind. Ein Beispiel ist das Veluwemeer. Das deutsche Wort Randmeer heißt auf Niederländisch hingegen randzee.

## Beispiele für Randmeere
Dies sind die Randmeere der Ozeane (alphabetisch sortiert):

### Arktischer Ozean
- Barentssee
- Beaufortsee
- Europäisches Nordmeer
- Grönlandsee
- Hudson Bay
- Karasee
- Laptewsee
- Lincolnsee
- Ostsibirische See
- Tschuktschensee
- Wandelsee
- Weißes Meer

### Atlantischer Ozean
- Amerikanisches Mittelmeer, bestehend aus
  - Golf von Mexiko und
  - Karibisches Meer
- Ärmelkanal
- Baffin Bay
- Biskaya
- Europäisches Nordmeer
- Golf von Guinea
- Golf von Maine
- Irische See
- Irmingersee
- Kattegat
- Keltische See
- Labradorsee
- Nordsee
- Sankt-Lorenz-Golf
- Sargassosee
- Schottische See

### Indischer Ozean
- Andamanensee
- Arabisches Meer
- Golf von Bengalen
- Lakkadivensee
- Timorsee

### Pazifischer Ozean
- Beringmeer
- Celebessee
- Gelbes Meer
- Golf von Kalifornien
- Japanisches Meer
- Korallensee
- Ochotskisches Meer
- Ostchinesisches Meer
- Südchinesisches Meer
- Tasmansee

### Südlicher Ozean
Die Randmeere sind (Reihenfolge im Uhrzeigersinn):
- Somow-See (Pazifischer Sektor)
- Rossmeer (Pazifischer Sektor)
- Amundsensee (Pazifischer Sektor)
- Bellingshausensee (Pazifischer Sektor)
- Scotiasee (südlicher Teil) (Atlantischer Sektor)
- Weddellmeer (Atlantischer Sektor)
- König-Haakon-VII.-See (Atlantischer Sektor)
- Lazarew-See (Atlantischer Sektor)
- Riiser-Larsen-See (Indischer Sektor)
- Kosmonautensee (Indischer Sektor)
- Kooperationssee (Indischer Sektor)
- Davissee (Indischer Sektor)
- Mawsonsee (Indischer Sektor)
- D’Urville-See (Indischer Sektor)

## Randmeere in den Niederlanden
Im Niederländischen ist ein randmeer ein See, der nach einer Einpolderung entstanden ist. Ein Polder ist Land, das man einer Wasserfläche abgerungen hat, indem man einen Damm im Wasser baut und dann das Wasser zwischen Damm und altem Land abpumpt. 
Gemeint sind vor allem die randmeeren beim Flevopolder, einer großen künstlichen Insel: Nach der Fertigstellung des Abschlussdeiches, des Houtribdijks, dem Noordoostpolder und dem Flevopolder waren außer dem IJsselmeer und dem Markermeer noch kleinere, oft längliche Seen entstanden, wie zum Beispiel das Veluwemeer (der Veluwe-See) zwischen der Provinz Gelderland und der Provinz Flevoland. Manche dieser Seen sind deutlich voneinander getrennt, etwa durch eine Stauanlage, andere gehen fließend in einander über, wie das IJmeer und das Markermeer.
Das niederländische Wort het meer bedeutet auf Deutsch „der See“ und verweist normalerweise auf ein Binnengewässer mit Süßwasser. Das niederländische Wort de zee hingegen bedeutet auf Deutsch ausschließlich „das Meer“, bezieht sich also auf einen Teil des Ozeans mit Salzwasser.
Die randmeren beim Flevopolder heißen:
- IJmeer
- Gooimeer
- Eemmeer
- Nijkerkernauw
- Nuldernauw
- Wolderwijd
- Veluwemeer
- Drontermeer
- Vossemeer
- Ketelmeer
- Ramsdiep
- Zwarte Meer
- Kadoelermeer
- Vollenhovermeer